# Шибер (засувка)

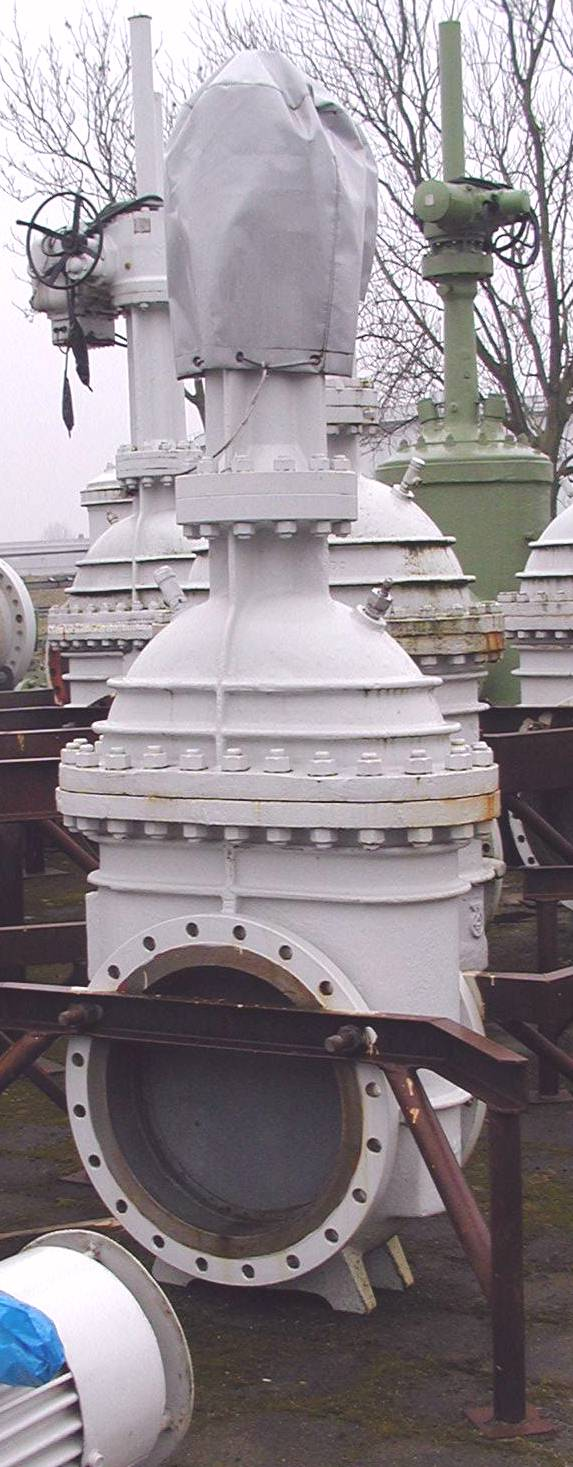
Шиберна засувка для трубопроводу сирої нафти діаметром 28" (711 мм)

Ши́бер (нім. Schieber — «заслінка», «засувка») — плоский робочий орган для повного або часткового перекриття потоку сипучого або рідкого матеріалу, а також для регулювання величини отвору чи щілини у розвантажувальних пристроях збагачувальних апаратів, живильниках та інш. Запірний пристрій типу засувки, за допомогою якого відкривається і закривається канал для руху рідини або газу.
У шиберній засувці використовується металевий клин або шибер, що здатний розрізати механічні домішки в рідині, що протікає через засувку. Звідси і випливає застосування цього типу засувок: каналізаційні стоки, шлами, пульпи та ін. Шиберні засувки іноді застосовують для регулювання потоку, але основне їхнє призначення — повне закриття або відкриття руху середовища. Шиберні засувки часто застосовуються в складі нафтогазової арматури. Шибери використовуються також як запірна арматура на повітроводах доменних печей. Корпуси, «язики» і фланці таких шиберів як правило мають інтенсивне водне охолодження, адже вони працюють в умовах підвищених температур — до 1200 0 С і вище.
Шибером, також, називають засувку в коминах заводських печей і котельних установок для регулювання тяги. Шибери використовують для регулювання витрати (регулюючий шибер) повітря у повітропроодах систем вентиляції і промислової аспірації, а також як заглушка (пусковий шибер) при запуску вентилятора щоб уникнути перевантаження електродвигуна вентилятора. Як трубопровідна арматура можуть бути використані також запірні і перекидні шибери для обмеження руху рідини в трубопроводах. Основний елемент шибера — це металевий лист, який переміщається всередині щілинної кишені або по напрямних кутниках.
Шибером називають, також, і щит для розділення різних частин водозабірних споруд одну від одної або від річки, а також робочий орган шиберного насоса.
Засувки схильні до корозії. Для захисту від корозії застосовують засувки з корозійно-стійких сплавів, газотермічне напилення і плазмове наплавлення корозійно-стійких металевих покриттів.

## Шиберний затвор
Шиберний затвор (нім. Wehrschieber m) — пристрій для повного перекривання потоку за допомогою шибера, який приводиться в рух механізмом (ручним важелем, пневмоприводом, рейковим пристроєм з електроприводом).